# College Board
De College Board is een Amerikaanse non-profitorganisatie die in december 1899 werd opgericht als het College Entrance Examination Board (CEEB) om de toegang tot het hoger onderwijs te vergroten. Hoewel de College Board geen vereniging van hogescholen is, beheert ze een ledenvereniging van instellingen, waaronder meer dan 6.000 scholen, hogescholen, universiteiten en andere onderwijsorganisaties.
De College Board ontwikkelt en beheert gestandaardiseerde tests en leerplannen die worden gebruikt door instellingen voor K-12 en hoger onderwijs om de voorbereiding op de universiteit te bevorderen en als onderdeel van het toelatingsproces voor hogescholen. De College Board heeft haar hoofdkantoor in New York. David Coleman is de CEO van de College Board sinds oktober 2012. Hij verving Gaston Caperton, voormalig gouverneur van West Virginia, die deze functie sinds 1999 bekleedde. De huidige president van de College Board is Jeremy Singer.
Naast het beheren van beoordelingen waarvoor kosten in rekening worden gebracht, biedt de College Board hulpmiddelen, tools en diensten aan studenten, ouders, hogescholen en universiteiten op het gebied van studieplanning, werving, toelating en financiële steun.

## Oprichting
De College Entrance Examination Board (CEEB) werd opgericht op 22 december 1899 aan de Columbia-universiteit door vertegenwoordigers van 12 universiteiten en drie voorbereidende middelbare scholen. Dit waren:
- Columbia-universiteit
- Colgate University
- Universiteit van Pennsylvania
- New York-universiteit
- Barnard College
- Union College
- Rutgers-universiteit
- Vassar College
- Bryn Mawr College
- Women's College of Baltimore[a]
- Princeton-universiteit
- Cornell-universiteit
- Newark Academy
- Mixed High School, New York
- Collegiate Institute, New York

De intentie van de organisatie was om "een gemeenschappelijke verklaring aan te nemen en te publiceren over de inhoud die behandeld zou moeten worden en de doelen die nagestreefd zouden moeten worden in het middelbaar onderwijs voor elk van de volgende vakken (en eventueel andere gewenste vakken), en een geschikt examenplan als toelatingstest voor de universiteit: Plantkunde, Scheikunde, Engels, Frans, Duits, Grieks, Geschiedenis, Latijn, Wiskunde, Natuurkunde en Zoölogie.